# Oscar Lescano
Oscar Lescano (n. 15 de octubre de 1932 en la Provincia de Buenos Aires, m. 9 de septiembre de 2013 en San Isidro) fue un sindicalista argentino, secretario general del gremio Luz y Fuerza desde 1984 hasta su muerte en 2013 e integrante del grupo de dirigentes de la CGT históricamente conocido como "Los Gordos".